# Tallbergstjärnen (Burträsks socken, Västerbotten)
Tallbergstjärnen är en sjö i Skellefteå kommun i Västerbotten och ingår i Rickleåns huvudavrinningsområde.